# Most Marii Skłodowskiej-Curie w Warszawie
Most Marii Skłodowskiej-Curie w Warszawie (do 2011 i zwyczajowo most Północny) – most na Wiśle w Warszawie w ciągu Trasy Mostu Marii Skłodowskiej-Curie. Został otwarty w marcu 2012 roku (trzecią część mostu, z torami tramwajowymi, drogą dla rowerów i chodnikiem, otwarto w styczniu 2013). Jest najdalej na północ wysuniętą przeprawą rzeczną w stolicy. Ma dwie jezdnie po trzy pasy ruchu w każdą stronę.
Przeprawa jest częścią miejskiego odcinka drogi krajowej nr 61.

## Lokalizacja
Szerokość rzeki w miejscu wynosi około 650 m. Na zachodnim brzegu Wisły most jest na przedłużeniu al. gen. Marii Wittek, a na wschodnim al. gen. Ryszarda Kuklińskiego. Jest to druga po moście Świętokrzyskim przeprawa warszawska, która na brzegach będzie schodziła do poziomu gruntu. Na Białołęce trasa przebiega na powierzchni ziemi, podobnie jak na Bielanach, gdzie trasa przechodzi nad Wisłostradą. W tym miejscu zbudowano najbardziej skomplikowane skrzyżowanie w Warszawie.

## Historia projektu

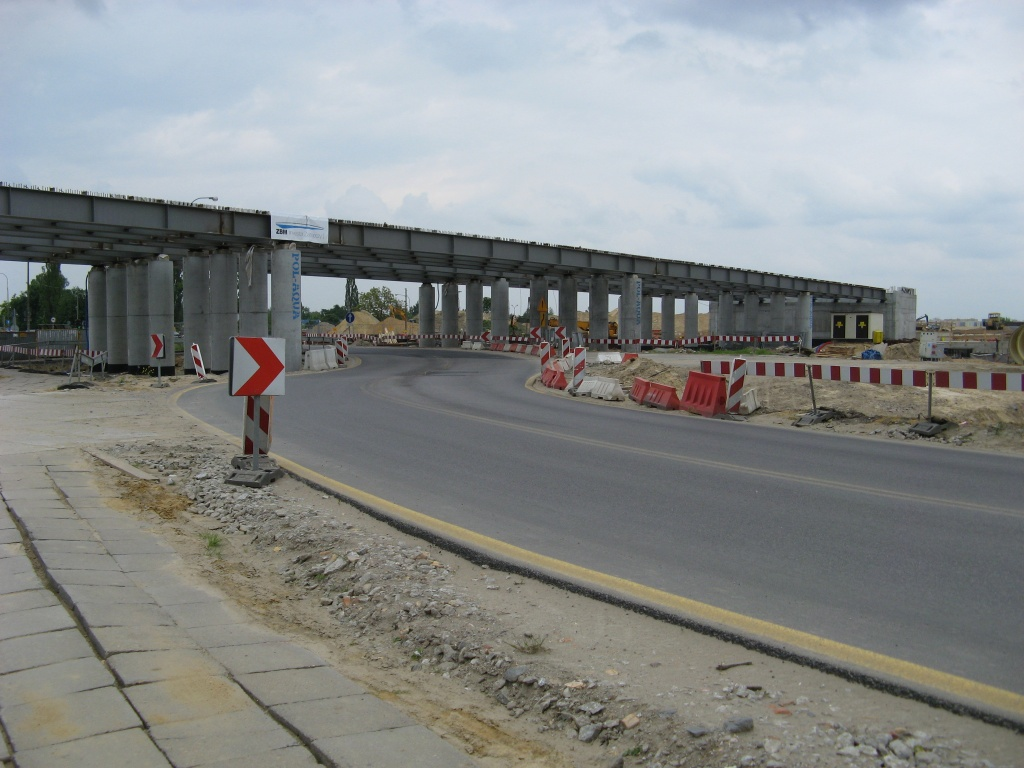
Budowa odcinka mostu Północnego nad ul. Marymoncką, 30 maja 2010

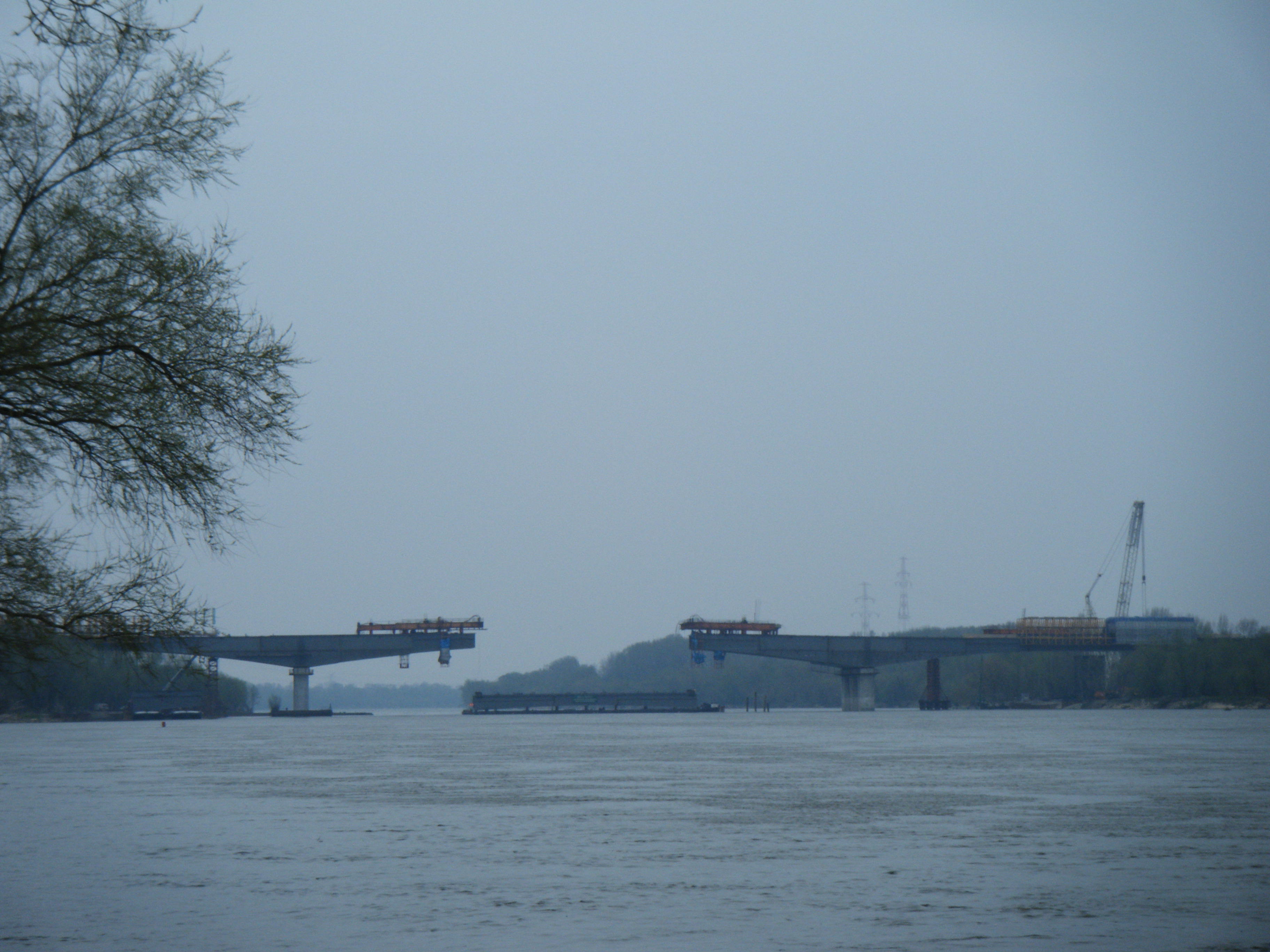
Budowa mostu Północnego (przęsło środkowe na barce), 17 kwietnia 2011

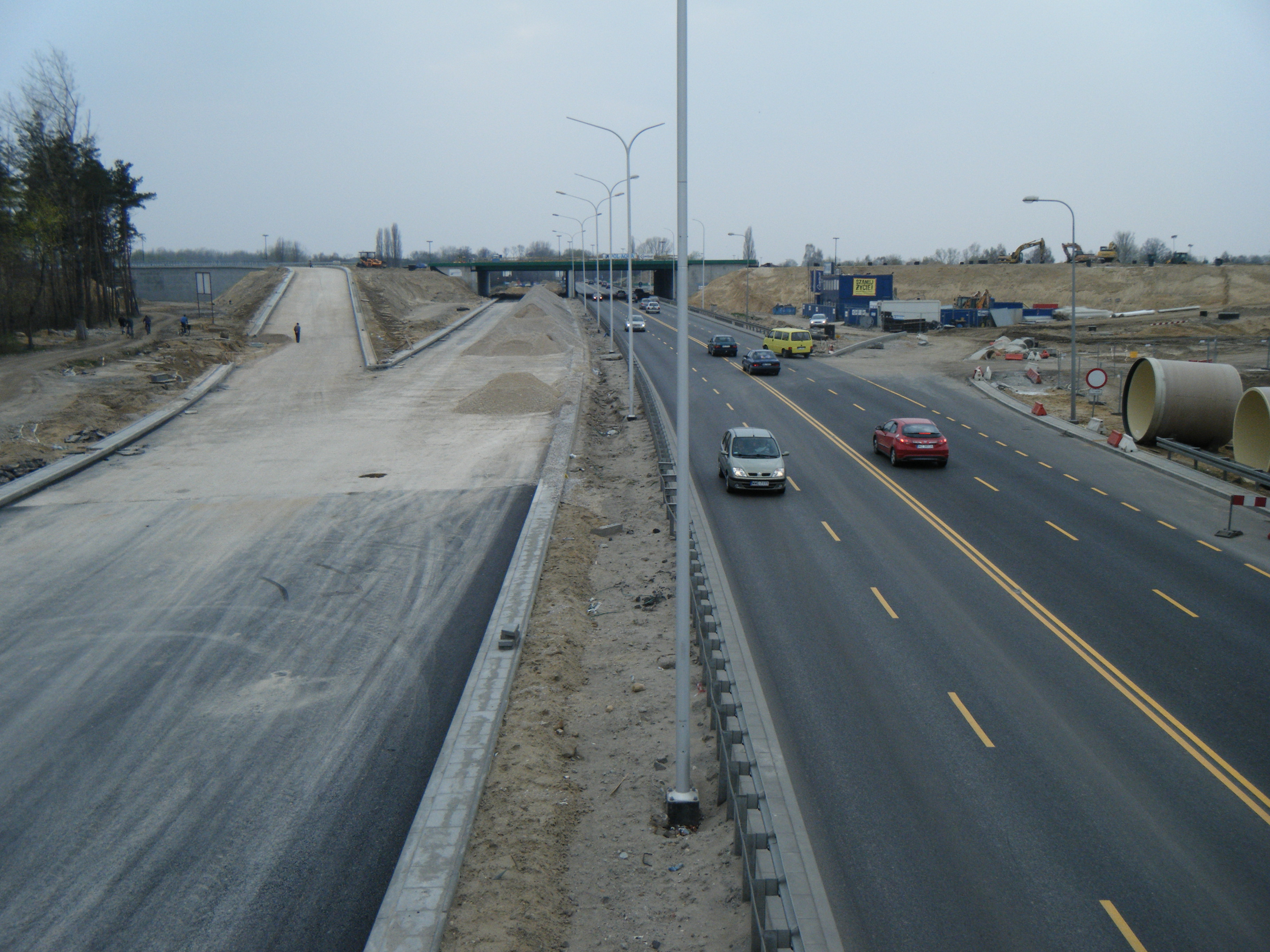
Budowa skrzyżowania Trasy Mostu Północnego z Wisłostradą

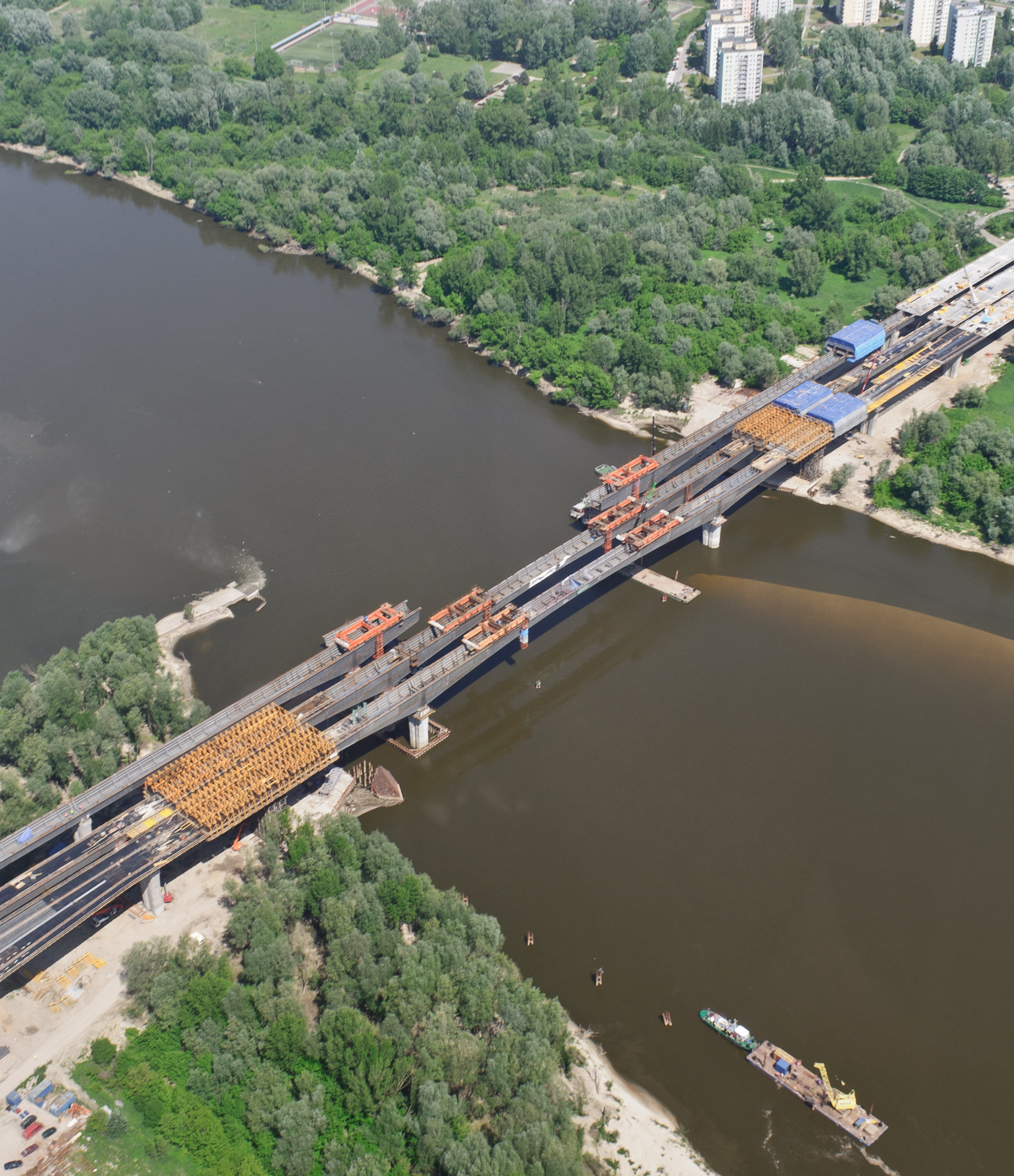
Most Północny z zainstalowanymi dwoma przęsłami, 19 maja 2011

W styczniu 2002 władze Warszawy podpisały z gminami Bielany i Białołęka porozumienie dotyczące przygotowań do budowy przeprawy. Wiosną 2002 urzędnicy gminy Białołęka przygotowali decyzję o warunkach zabudowy i zagospodarowania obszaru, na którym będzie zlokalizowana przeprawa. W grudniu 2003 utrzymano ją w mocy (wobec odrzucenia wszystkich protestów, w tym pochodzących od mieszkańców Tarchomina oraz Ogólnopolskiego Towarzystwa Ochrony Ptaków). Już wówczas spekulowano, że będzie to most belkowy, a nie wantowy.
W połowie stycznia 2004 utworzono w warszawskim urzędzie miasta specjalne stanowisko pełnomocnika ds. budowy mostu Północnego, którym został były wiceminister transportu Witold Chodakiewicz. W dwa miesiące później doszło do kolejnego oprotestowania ze strony OTOP decyzji o warunkach zabudowy i zagospodarowania terenu, co w powiązaniu z bliskim terminem wygaśnięcia tej ostatniej (co skutkowało by koniecznością uchwalenia nowego planu zagospodarowania terenu – na co urzędnicy potrzebowali by co najmniej półtora roku) spowodowało, że w kwietniu 2004 rząd zdecydował o zmianie przeprawy na drogę krajową. Umożliwiało to przyspieszenie procedur związanych z budową.
Kolejnym etapem budowy mostu było ogłoszenie w listopadzie 2004 konkursu na opracowanie koncepcji programowo-przestrzennej Trasy Mostu Północnego od węzła z ul. Pułkową do węzła z ul. Modlińską wraz z przeprawą mostową. 19 kwietnia 2005 komisja konkursowa ogłosiła wyniki, które zostały zaskarżone do sądu. 20 września 2005 sąd unieważnił wyniki konkursu. Komisja konkursowa dokonała ponownej oceny tych samych prac, nagradzając te same projekty, zmieniając jedynie uzasadnienie. 7 października 2005 wynik został ponownie zaskarżony do Urzędu Zamówień Publicznych. Urząd 20 października 2005 ponownie unieważnił wyniki konkursu. 6 czerwca 2007 Zarząd Dróg Miejskich przedstawił oferty, które zostały zgłoszone do nowego przetargu. Tym razem przetarg obejmował sam projekt, a nie jak poprzednio projekt i realizację. Na wykonawcę projektu została wybrana firma Schüssler Düsseldorf z ofertą 15,8 mln zł, która zaproponowała skrócenie terminu z wymaganych 310 do 282 dni.
21 kwietnia 2009 władze Warszawy podpisały umowę na budowę mostu z polsko-hiszpańskim konsorcjum firm Pol-Aqua, Sando oraz Kromiss-Bis. Miał on być gotowy w ciągu 32 miesięcy od daty podpisania umowy. Przewidywanym terminem jego ukończenia był koniec 2011.

## Budowa
Pod koniec maja 2009 rozpoczęto pierwsze prace przygotowawcze związane z rozbiórką obiektów istniejących w pasie przeznaczonym pod trasę oraz ze zdejmowaniem warstwy humusu. Pierwszego symbolicznego wbicia łopaty dokonali 3 czerwca prezydent Warszawy Hanna Gronkiewicz-Waltz i minister infrastruktury Cezary Grabarczyk. Dalszy etap prac to roboty ziemne, które rozpoczęły się jesienią, związane z niwelacją terenu oraz przygotowaniem nasypów prowadzących w kierunku przyszłego mostu, a także z przebudowami kolidujących sieci energetycznych i ciepłowniczych.
Pod koniec 2009 rozpoczęto pierwsze prace związane z budową fundamentów pod podpory mostu, wykonywane bezpośrednio w nurcie Wisły. Prace te przeprowadzano dzięki wybudowaniu sztucznej wyspy ze ścianek szczelnych. Następnie rozpoczęto wwiercanie długich na 30 m pali.
W tym samym czasie wykonano również stanowisko na prawym brzegu rzeki, z którego w kolejnym miesiącu miała być nasuwana, zmontowana konstrukcja mostu. Nasuwanie rozpoczęto na przełomie stycznia i lutego 2010.
W styczniu 2011 podano, że budowa mostu Północnego ma już pół roku opóźnienia. Opóźnienie spowodowane zostało między innymi zalaniem terenu budowy falą powodziową latem 2010. W marcu 2011 Zarząd Miejskich Inwestycji Drogowych zwrócił się do stołecznego ratusza o dodatkowe 95 milionów złotych na prowadzenie inwestycji. 18 kwietnia podniesiono pierwsze z trzech przęseł mostu. Na konferencji prasowej wyrażono nadzieję na ukończenie części drogowej do końca 2011 jednocześnie przyznając, że termin ukończenia trasy tramwajowej jest bardzo odległy w czasie.
Część mostu dla ruchu drogowego została otwarta dla ruchu 25 marca 2012, zaś część mostu dla tramwajów, pieszych i rowerzystów miała zostać całkowicie ukończona pod koniec czerwca 2012. Ostatecznie pierwsza linia tramwajowa została uruchomiona 21 stycznia 2013.

## Nazwa
Most przez wiele lat określany był roboczą nazwą „most Północny”, ze względu na jego położenie w północnej części miasta. Nazwę tę stosowano w licznych opracowaniach planistycznych i dokumentach, więc z czasem zaczęto powszechnie traktować ją jako docelową.
Jednak pojawiały się również opinie, że most powinien nosić nazwę upamiętniającą wybitną osobę. W 2010 prezydent Warszawy, Hanna Gronkiewicz-Waltz zapowiedziała, że złoży wniosek do Rady Warszawy o nadanie mostowi imienia Jana Pawła II.
W 2011, obchodzonym jako rok Marii Skłodowskiej-Curie, powstał pomysł nazwania mostu jej imieniem (między innymi prezydent Bronisław Komorowski wyraził opinię, że Warszawa powinna uhonorować noblistkę w odpowiedni sposób).
Latem władze miasta przeprowadziły internetowe konsultacje społeczne, w których wzięło udział 7433 respondentów (co stanowi ok. 0,45% mieszkańców, z tym że uczestniczyły w nich również osoby niemieszkające w Warszawie). Większość respondentów opowiadała się za pozostawieniem nazwy „most Północny”.
Pomysł nazwania mostu na cześć Marii Skłodowskiej-Curie popierała prezydent Warszawy. Negatywnie zaopiniowały go: Zespół Nazewnictwa Miejskiego, Rada Dzielnicy Białołęka oraz Rada Dzielnicy Bielany, z kolei opinia Podkomisji ds. Nazewnictwa Ulic Komisji Kultury i Promocji Miasta w Radzie m.st. Warszawy była pozytywna. Z prawnego punktu widzenia opinie te nie były jednak wiążące dla Rady Warszawy.
Ostatecznie 1 grudnia 2011 Rada Warszawy przegłosowała, że patronką mostu zostanie Maria Skłodowska-Curie.